# Ollie Barbieri
Ollie Barbieri (Bath, 12 de novembro de 1991) é um ator britânico famoso por interpretar o personagem de JJ Jones no seriado Skins.

## Carreira
Ollie Barbieri, um aluno da Ralph Allen School, é descendente de italianos por parte de seu pai. Ollie estuda espanhol e tem também um interesse por linguística. Sobre seu gosto musical, Ollie deixou claro que gosta de Drum and Bass, e que também toca contra-baixo.
Ollie diz que dois de seus piores medos são afogamento e cavalos de grande porte. Ollie diz também que vai surfar a qualquer momento, independentemente do clima ou do terreno.
Ollie é famoso também por suas primeiras palavras no mundo da fama: "Eu estou feliz, eu consegui fazer isso."
Após uma resposta direta em seu Twitter, ele confirmou que nunca teve uma experiência prévia atuando e que também nunca se viu como sendo um ator. Ollie decidiu seguir carreira no cinema depois de uma audição em sua escola, devido a uma aposta que fizera com um amigo chamado Miles Armstrong. Em 2008, ele era parte do elenco do seriado Skins.
Em 2010, ele interpretou o personagem Michael, na peça "A Small Town Murder" da Radio 4.

## Televisão
| Ano       | Nome                            | Papel                   |
| --------- | ------------------------------- | ----------------------- |
| 2007      | Harry Potter e a Ordem da Fênix | Jovem Sirius Black      |
| 2009-2010 | Skins                           | JJ Jones (18 episódios) |